# 대종천
대종천(大鍾川)은 경상북도 경주시 문무대왕면의 재궁마을에서 발원하여 계속 북동류하다가, 장항1교 부근에서 동류하고, 양북휴게소 부근에서 남류하고, 구길교 부근에서 동류하다가, 경주시 양남면과 문무대왕면의 동해로 흘러드는 하천이다. 일명 용당천이라고도 부르나 회야강의 지류인 용당천과는 관계가 없다. 월성원자력발전소에서는 이 하천의 물을 취수하면서 2003년 주민들에게 지원을 약속하였으나 2011년까지만 하여도 이를 지키지 아니하고 있던 상태였다.

## 지류
- 용동천
- 호암천